# Amália Mozsolics
Amália Mozsolics (ungarisch Mozsolics Amália; * 13. Januar 1910 in Vasvár, Königreich Ungarn; † 21. Oktober 1997 in Szombathely) war eine ungarische Prähistorikerin. Sie war langjährige Leiterin der vorgeschichtlichen Abteilung des Ungarischen Nationalmuseums in Budapest.

## Leben und Leistungen
Amália Mozsolics studierte bei Georg Kyrle und Oswald Menghin an der Universität Wien. Seitdem war sie eng mit Forschern des deutschsprachigen Raumes verbunden, darunter Paul Reinecke, Gerhard Bersu und Wilhelm Albert von Brunn. Sie übersetzte mehrere Werke von János Banner, János Dombay und Mihály Párducz aus dem ungarischen ins Deutsche. Mozsolics führte unter anderem 1948 siedlungsarchäologische Ausgrabungen in Tószeg, 1950/51 in Dunaújváros-Kosziderpadlás sowie 1980 in Nagykálló durch. Der Schwerpunkt ihrer Forschung lag zunächst bei der Bronzezeit, insbesondere des Karpatenbeckens, in ihren späteren Forscherinnenjahren speziell bei den bronzezeitlichen Hortfunden. Über lange Jahre war Mozsolics Leiterin der vorgeschichtlichen Abteilung des Ungarischen Nationalmuseums in Budapest.
Ihre Forschungsergebnisse publizierte Mozsolics in mehreren Monografien sowie mehr als 100 Aufsätzen. Sie war eine international geschätzte und hoch angesehene Forscherinnenpersönlichkeit. Sie gehörte dem Conseil Permanent der Union Internationale des Sciences Préhistoriques et Protohistoriques an. Sie wurde mit der Flóris-Rómer-Gedenkmedaille (Rómer Flóris Emlékérem), der Széchenyi-Gedenkmedaille (Széchenyi Emlékérem) sowie dem Preis der Ungarischen Akademie der Wissenschaften ausgezeichnet. Kurz vor ihrem Tod wurde ihr eine zu ihrem 85. Geburtstag gewidmete Festschrift überreicht.

## Publikationen
- A Kisapostagi korabronzkori urnatemető = Der frühbronzezeitliche Urnenfriedhof von Kisapostag (= Archeologia Hungarica. Band 26). Magyar Történeti Múzeum/Harrassowitz, Budapest/Leipzig 1942.
- Der Goldfund von Velem-Szentvid. Ein Beitrag zur Metallkunst der älteren Hallstattzeit (= Praehistorica. Band 1). Prometheus Druck, Basel 1950.
- Bronzefunde des Karpatenbeckens. Depotfundhorizonte von Hajdúsámson und Kosziderpadlás. Akadémiai Kiadó, Budapest 1967.
- Spätbronzezeitliche Depotfunde aus Ungarn (= Inventaria archaeologica. Ungarn. Band 2). Habelt, Bonn 1967.
- Bronze- und Goldfunde des Karpatenbeckens. Depotfundhorizonte von Forró und Ópályi. Akadémiai Kiadó, Budapest 1973.
- Bronzefunde aus Ungarn. Depotfundhorizonte von Aranyos, Kurd und Gyermely. Akadémiai Kiadó, Budapest 1985, ISBN 963-05-3623-4.
- Bronzefunde aus Ungarn, Depotfundhorizonte Hajdúböszörmény, Románd und Bükkszentlászló (= Prähistorische Archäologie in Südosteuropa. Band 17). Oetker-Voges, Kiel 2000, ISBN 3-935305-00-1 [ab 2007 bei Leidorf in Rahden, ISBN 3-89646-049-8 (Softcover), ISBN 3-89646-056-0 (Hardcover)].